# Camden Town (métro de Londres)
Pour le quartier, voir Camden Town.
Pour les articles homonymes, voir Camden.
Camden Town (ne pas confondre avec la gare routière Camden Road railway station) est une station du métro de Londres située dans le borough londonien de Camden. C'est un carrefour important sur la Northern line et l'une des stations les plus achalandées du London Underground. Elle  est particulièrement encombrée le week-end à cause des touristes qui visitent Camden Market et Camden High Street, pour éviter la saturation, l'entrée est interdite le dimanche après-midi. Les gares suivantes sont, vers le nord Chalk Farm et Kentish Town, en direction sud Mornington Crescent et Euston. La station est en tarification zone 2.

## Situation sur le réseau
La station se trouve à l'embranchement des deux branches de la Northern line qui desservent le centre de Londres. L'une dessert Charing Cross ("Charing Cross Branch") et l'autre dessert Bank ("Bank Branch"). Une fois passée Camden Town en direction du nord, la ligne se sépare à nouveau en deux branches, en direction d'Edgware, High Barnett et Mill Hill East.

## Histoire
La station a été construite sur l'itinéraire initial du Charing Cross, Euston and Hampstead Railway (en) (CCE&HR)  (qui fait maintenant partie de la Northern Line). Comme la ligne a été séparée en deux à cet endroit, vers Hampstead et Highgate à la configuration de la station est plutôt inhabituelle, en forme de V. La ligne vers Hampstead (aujourd'hui Edgware Branch) est sous Chalk Farm Road (en), la ligne d'Highgate (maintenant High Barnet Branch) est sous Kentish Town Road. En raison l'étroitesse des routes au-dessus, et la nécessité de rester directement sous celles-ci pour éviter d'avoir à verser une indemnité aux propriétaires riverains lors de la construction, sur les deux lignes le quai en direction du nord  est superposé à celui vers le sud.
À la pointe du V est un embranchement permettant trains en direction nord à prendre l'une des branches au nord, et de même permettre aux trains allant vers sud de rejoindre la voie unique vers le sud. Il en résulte quatre tunnels reliés.
Lorsque la CCEHR et la City & South London Lines ont été réunies, après la City & South London Line intégrée au Métro de Londres, une extension du terminus de Euston & South London City a été construite pour communiquer avec chacune des deux branches nord. Cela a ajouté quatre autres tunnels à la jonction, ce qui en fait le nœud le plus complexe du réseau, il est situé sous Camden High Street.
Après la CCE&HR ait fusionné avec la City & South London Railway pour former la Northern line, les trains en direction sud à chaque quai pouvaient utiliser les deux voies. Cela a conduit à une confusion considérable au niveau des quais, qui ne donnaient aucune indication sur lequel circulera le prochain train vers une destination donnée : de nos jours un tableau électronique informe les passagers à l'entrée de  la station.

## À proximité
- Camden High Street
- Regent's Park, incluant le Zoo de Londres (au sud-ouest ; la rue « Parkway » est un guide)